# Kami, Kōchi
Kami (japanska: 香美市?, Kami-shi) är en stad i Kōchi prefektur i Japan. Staden bildades 2006 genom en sammanslagning av kommunerna Kahoku, Tosayamada och Monobe.